# Wak Chan K’awiil
Wak Chan K’awiil – władca Tikál. Wstąpił na tron prawdopodobnie w 537 roku. W 562 roku został pokonany i prawdopodobnie zabity. To wydarzenie rozpoczyna przerwę Tikál, gdzie przez najbliższe 130 lat nie powstał ani jeden datowany monument.